# Haute tension
Haute tension is een Franse horrorfilm uit 2003 van regisseur Alexandre Aja. De rolprent verscheen nagesynchoniseerd in het Engels in Groot-Brittannië als Switchblade Romance en in de Verenigde Staten als High Tension.

## Verhaal

### Intro
Marie en Alexia gaan samen naar het huis van Alexia's ouders op het platteland om te studeren. Later op de avond verschijnt er een geheimzinnige, doch brute moordenaar ten tonele. Deze gaat letterlijk over lijken in zijn jacht op Alexia. Waar Marie en Alexia ook heen gaan, de moordenaar blijkt altijd precies te weten waar hij zoeken moet.

### Plot-twist
Wanneer de moordenaar Alexia met een motorzaag in een hoek gedreven heeft, wordt duidelijk waarom ze geen rationeel woord gewisseld heeft met Marie sinds de moordenaar op is komen dagen. Er ís geen geheimzinnige moordenaar. Marie heeft een gespleten persoonlijkheid. De moordenaar is Marie, Maries alter ego.

## Rolverdeling
- Cécile de France: Marie
- Maïwenn: Alexia
- Philippe Nahon: Moordenaar
- Andrei Finti: Vader van Alexia
- Jean-Claude de Goros: Politieagent
- Franck Khalfoun: Jimmy
- Marco Claudiu Pascu: Tom
- Oana Pellea: Moeder van Alexia
- Gabriel Spahiu: Automobilist
- Bogdan Uritescu: Politieagent